# Kuepach (Adelsgeschlecht)

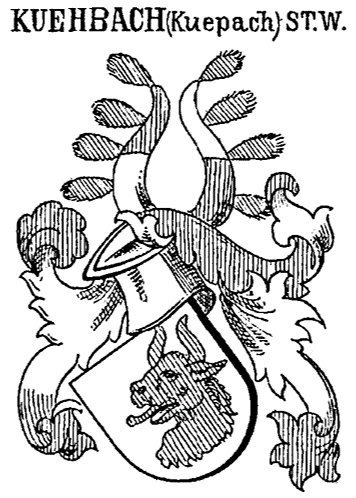
Stammwappen derer von Kuepach (Kuehbach) in Siebmachers Wappenbuch

Die Edlen von Kuepach zu Ried, Zimmerlehen und Haselburg, auch Khuepach, Küepach bzw. Kiepach, sind ein altes tirolerisches, später bayerisches und österreichisches Adelsgeschlecht. Die Familie besteht gegenwärtig fort.
Die Kuepach sind zu unterscheiden von dem hochmittelalterlichen Geschlecht der Grafen von Kühbach, ein Zweig der Grafen von Ebersberg, aus deren Stammschloss das Kloster Kühbach in Kühbach hervorging.

## Geschichte
Dem Heraldiker Otto Titan von Hefner zufolge gehörte das Geschlecht in der Grafschaft Tirol dem Uradel an.
Die Stammreihe beginnt mit Sigmund Khuepacher geb. 1454 zu Bozen, welcher bereits das Wappen mit dem wachsenden Stier führte und angeblich mit Katharina Veglerin aus Schlesien verheiratet war. Sein Sohn Christoph Khuepacher, Rat Kaiser Ferdinand I. und Hofkammersekretär Kaiser Maximilian II. kaufte 1549 von Stephan Stoß das Schloss Ried bei Bozen am Eingang zum Sarntal. Darauf wurde ihm am 29. Juli 1552 in Brixen der rittermäßige Reichsadelsstand und eine Wappenbesserung verliehen. Am 1. Oktober 1558 erhielt er die Erlaubnis sich nach seinem erworbenen Edelsitz „von und zu Ried“ zu nennen. Am 1. Januar 1562 bestätigte der Kaiser in Prag Christoph sowie den Nachkommen seines verstorbenen Bruders Siegmund Kuepach den rittermäßigen Adelsstand. Darauf wurde Christoph Khuepacher zu Ried und sein Sohn Franz oder Ferdinand am 1. August 1564 eine Wappenbesserung und das Prädikat „von und zu Khuepach“ verliehen. Der Tiroler Landesfürst Erzherzog Ferdinand II. von Österreich-Tirol schenkte Christoph von Kuepach 1570 das alte Amtshaus in Bozen auf der Muster, der dafür die Freiung erhielt. 1580 kaufte der österreichische Rat und Viertelhauptmann an der Etsch Ferdinand von Kuepach zu Ried den Ansitz Zimmerlehen, wofür ihm und seinem Bruder Otto Markus der Landesfürstlichen Regierung auch das Prädikat „von und zu Zimmerlehen“ verliehen wurde.
Der kaiserliche Offizier Christoph II. von Khuepach soll 1638 nach seiner Teilnahme am Dreißigjährigen Krieg eine Pietà aus Holzheim bei Ulm in der Schlosskapelle Mentlberg aufgestellt haben, die Ziel einer Wallfahrt wurde. Kaiser Leopold I. erhob am 6. Mai 1688 Sebastian und Johann Franz von Kuepach in den Freiherrenstand. 1728 besaß eine verwitwete Freiherrin von Kuepach, geb. von Scherz Brättersdorf im Fürstentum Troppau in Schlesien. Während die Kuepach in Tirol ohne Grundbesitz Anfang des 19. Jahrhunderts erloschen sind, besteht der bayerische Zweig bis heute fort. Am 13. Dezember 1839 erfolgte für den Hauptmann im königlichen Infanterie-Regiment Franz Seraph Edler von Kuepach und dessen Abkömmlinge die Immatrikulation in die Adelsmatrikel des Königreiches Bayern. 1873 sollen den Kiepach von Haselburg auch der ungarische Adel verliehen worden sein. Am 1. Dezember 1887 erhielten in Wien der k. k. Hauptmann Ferdinand und dessen Bruder der k. k. Major a. D. Rudolf von Khuepach eine Adels- und Wappenanerkennung. Nach dem österreichischen Adelsaufhebungsgesetz verlor die Familie ihre Privilegien.

## Besitzungen (Auswahl)
- Schloss Ried (1549–?)
- Haselburg (1549–1730)
- Ansitz Zimmerlehen (1580–?)
- Schloss Mentlberg (1629–?)
- Schloss Rundegg  (?–1714)
- Schloss Moos (Pfitsch)
- Brättersdorf (1720er Jahre)

## Wappen
- Stammwappen: „In Silber eine wachsende rote Kuh (redendes Wappen) mit goldenen Hörnern.“
- Gemehrtes Wappen: „In Feld eins und vier das Stammwappen. In Feld zwei und drei in Gold ein schwarzer Hahn (Wappen derer von Ried). Auf dem Herzschild in Schwarz ein schräger goldener Ast mit drei aufsteigenden Zweigen. (Wappen derer von Haselburg). Auf dem Schild drei gekrönte Helme.“

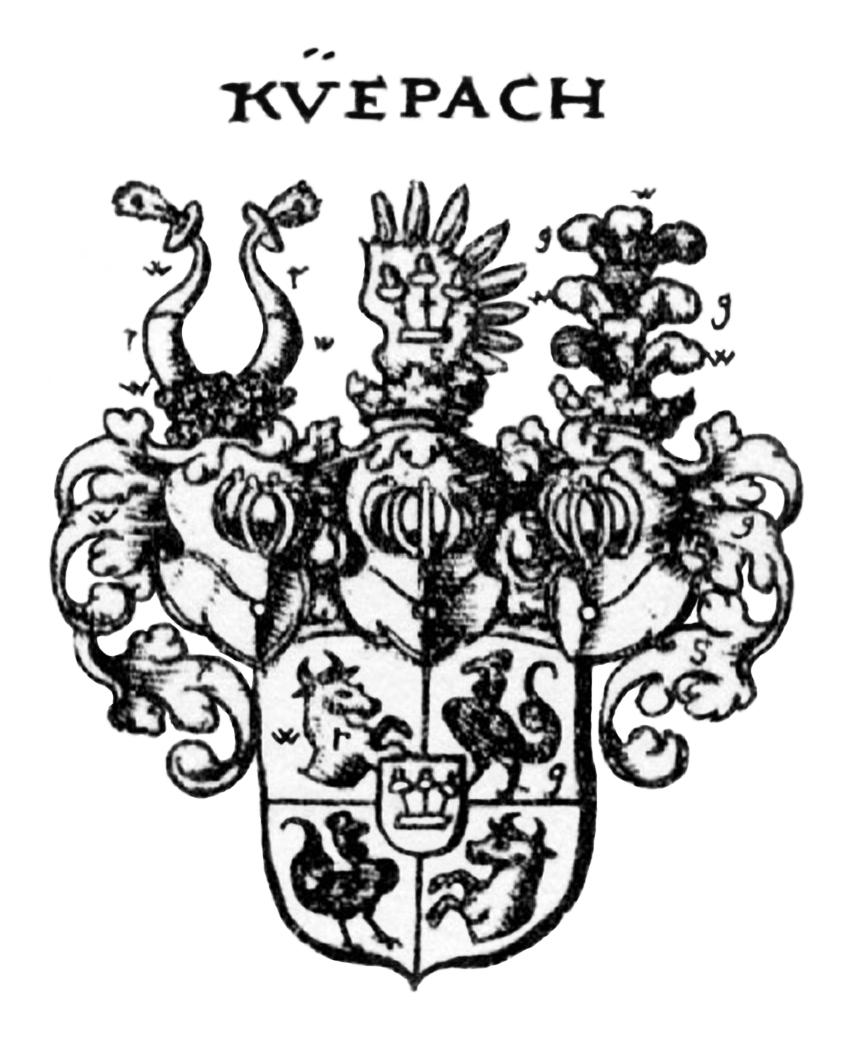
Wappen derer von Küepach in Siebmachers Wappenbuch
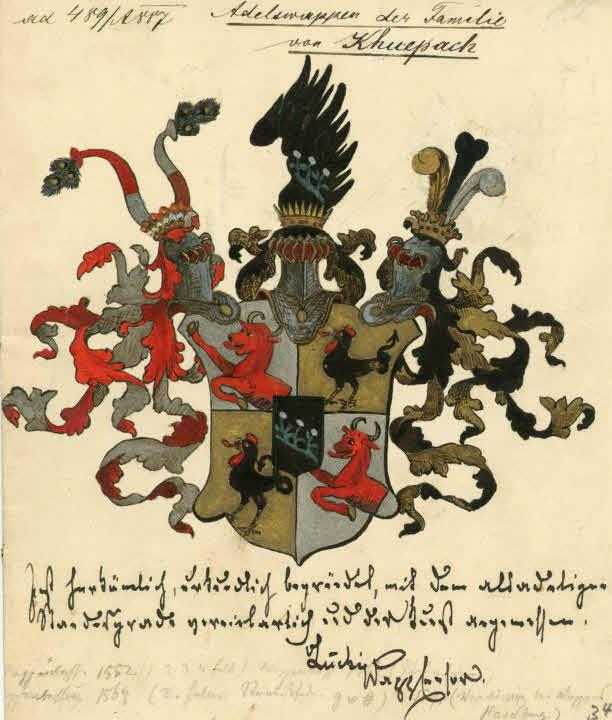
Vermehrtes Wappen derer von Kuepach (1887)
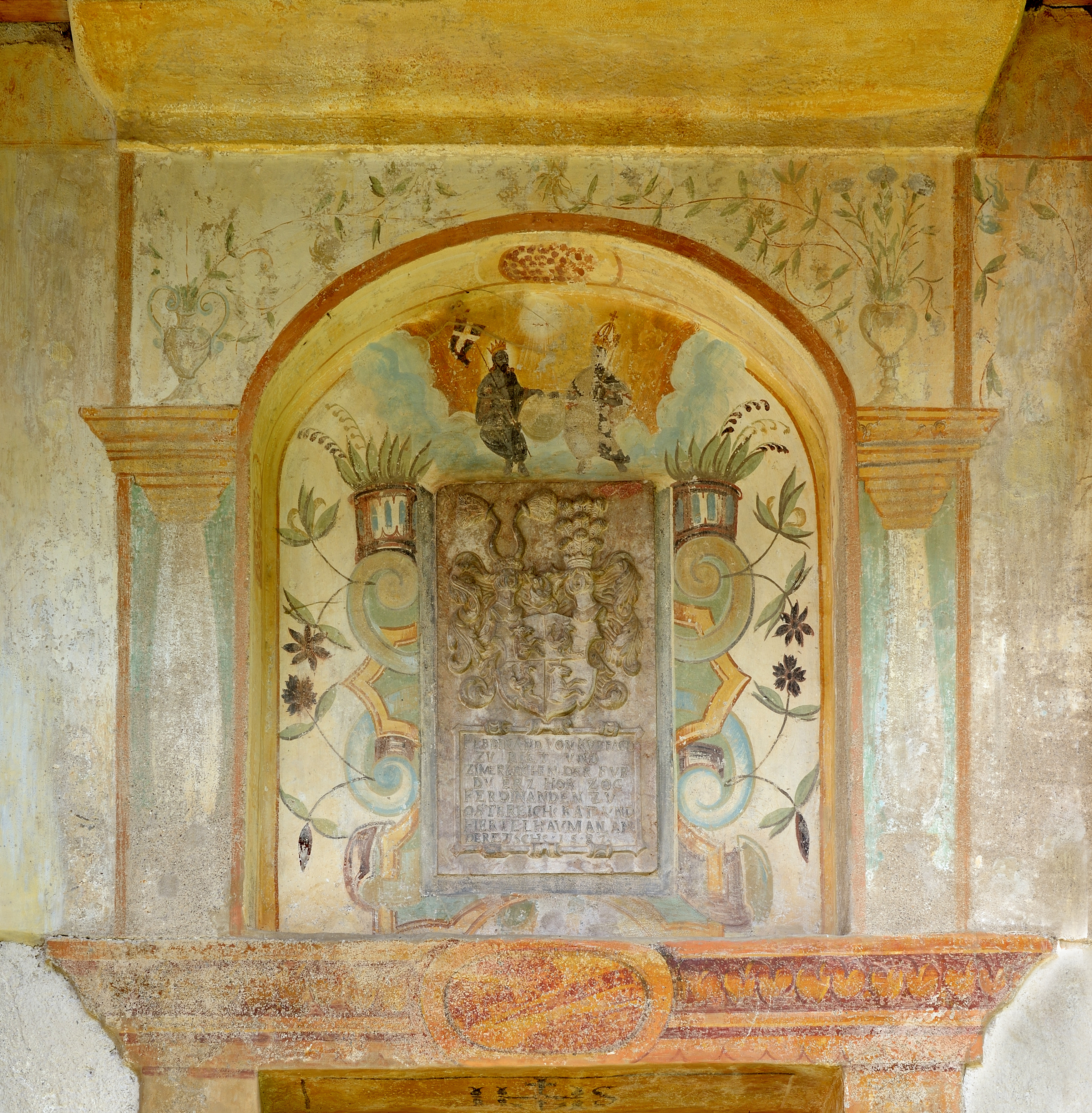
Wappen am Eingang des Ansitzes Zimmerlehen in Völs am Schlern
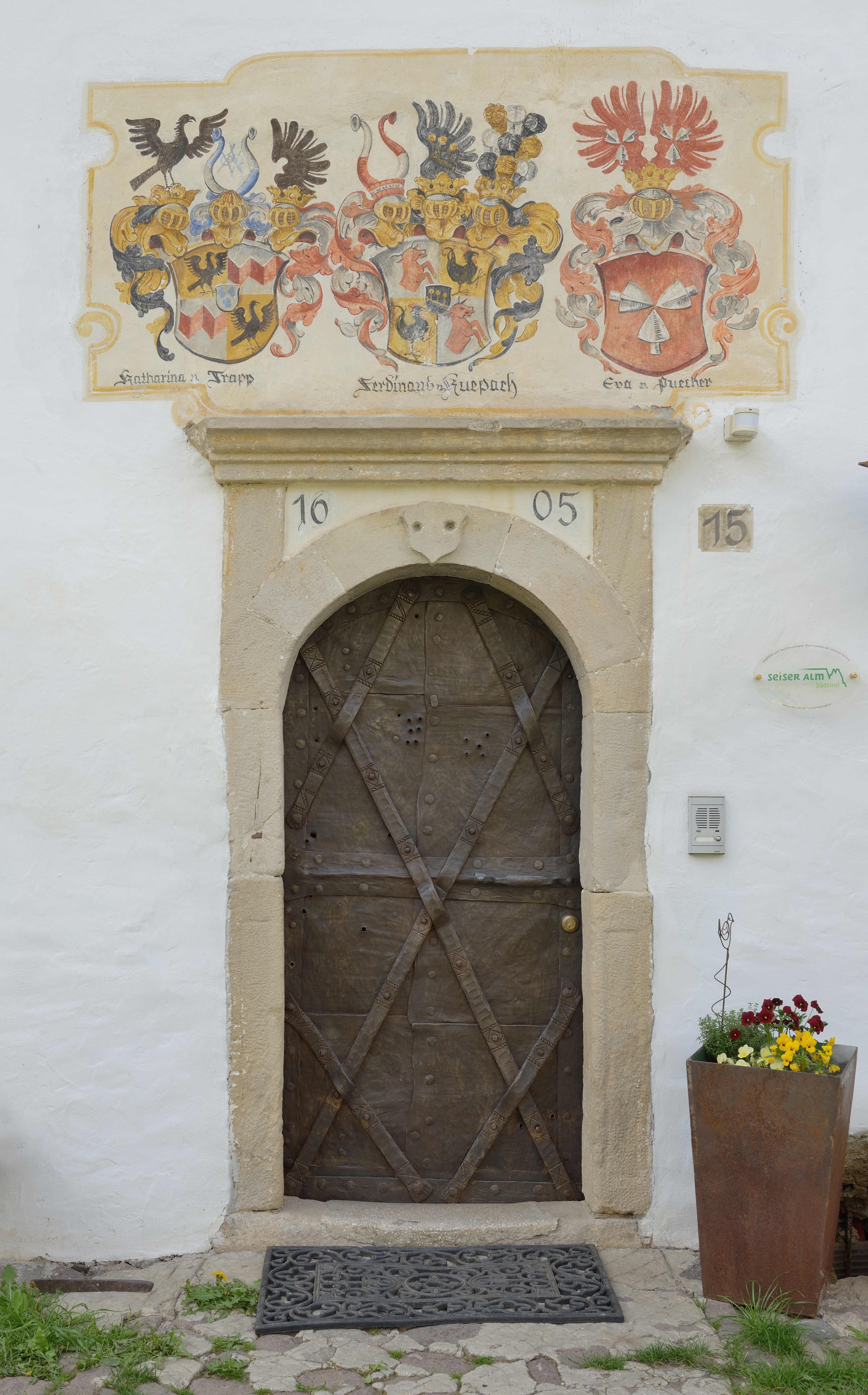
Wappen von Ferdinand von Kuepach und seiner beiden Frauen

## Persönlichkeiten
- Christoph von Kuepach (1512–1576), Rat Kaiser Ferdinand I. und Hofkammersekretär Kaiser Maximilians II.
- Ferdinand von Kuepach (1549–1613), Viertelhauptmann an der Etsch, stellvertretender Landeshauptmann
- Oskar Edler von Kuepach (1881–1946), deutscher Verwaltungsjurist